# سالکده
سالکده، روستایی از توابع بخش کیاشهر شهرستان آستانه اشرفیه در استان گیلان ایران است.
شغل اصلی مردم روستا سالکده کشت برنج می‌باشد که یکی از بهترین و مرغوبترین برنج‌های کشور در این روستا کشت می‌شود.

## جمعیت
این روستا در دهستان کیاشهر قرار دارد و براساس سرشماری مرکز آمار ایران در سال ۱۳۸۵، جمعیت آن ۱٬۰۵۸ نفر (۳۳۴خانوار) بوده‌است.